# إديث هاملين
إديث هاملين (بالإنجليزية: Edith Hamlin) هي رسامة وفنانة أمريكية، ولدت في 1902 في أوكلاند في الولايات المتحدة، وتوفيت في 1992 في سان فرانسيسكو في الولايات المتحدة.